# Sorghastrum pellitum
Sorghastrum pellitum là một loài thực vật có hoa trong họ Hòa thảo. Loài này được (Hack.) Parodi miêu tả khoa học đầu tiên năm 1930.